# Buriana z Kornwalii
Buriana z Kornwalii (ur. ?, zm. ok. 530) – święta katolicka, eremitka.
Zgodnie z tradycją przyjmuje się, że Buriana przybyła do Kornwalii z Irlandii i została pustelnicą. Jej kult rozwinął się za sprawą króla Atelstana. W podzięce za zwycięstwo wzniósł on świątynię ku jej czci w miejscowości, która przyjęła nazwę Saint Burian.
Jej wspomnienie obchodzone jest 1 i 29 maja.